# Little Child
Little Child è un brano dei Beatles composto da John Lennon e Paul McCartney e pubblicato sull'album With the Beatles in Europa e su Meet the Beatles! negli Stati Uniti. Non è mai stata interpretata dal vivo.

## Descrizione
Little Child venne composta dal duo Lennon-McCartney per Ringo Starr; i Beatles avevano deciso di riservargli un posto da cantante in ogni album, decisione che rispettarono con le eccezioni di A Hard Day's Night e Let It Be, e volevano scrivergli loro un pezzo: infatti nell'album precedente, Please Please Me, egli aveva cantato una cover, Boys. Infine, i due compositori cantarono il pezzo assieme, e al batterista venne dato I Wanna Be Your Man, altra composizione originale. McCartney ha affermato che il brano è ispirato al cantante Elton Hayes, in particolar modo al brano Whistle My Love. Un verso del ritornello è esattamente copiato dal brano. Ugualmente, egli lo considera un riempitivo.
La registrazione iniziò l'11 settembre 1963 nello Studio 2 degli Abbey Road Studios; in questa data vennero registrati due nastri del brano. Già l'indomani i Beatles provvedettero a farne un rifacimento, e a sovraincidere alcuni nastri: questa sessione portò sedici nastri al gruppo. Il 3 ottobre dello stesso anno vennero aggiunte, su tre nastri, nuove sovraincisioni. Quest'ultima sessione di registrazione non vide la presenta di Richard Langham come secondo fonico, e nessuno lo sostituì. Il primo fonico fu sempre Norman Smith ed il produttore George Martin. Un primo mixaggio, monofonico, venne realizzato il 30 settembre, sui nastri 15 e 18; le successive sovraincisioni del 3 ottobre lo resero inutile. Il 23 ottobre, sul nastro 21, venne realizzato il mixaggio mono che apparve sull'album, mentre il 29, sullo stesso nastro, quello stereofonico. Nel primo mixaggio mono e in quello stereo, con Martin e Smith, vi era anche come secondo fonico Geoff Emerick.

## Formazione
- John Lennon: voce, chitarra ritmica, armonica a bocca
- Paul McCartney: voce, basso elettrico, pianoforte
- George Harrison: cori, chitarra solista
- Ringo Starr: batteria[5]